# Санта Крус, Хулио
Хулио Са́нта Крус (исп. Julio Eduardo Santa Cruz Cantero; род. 12 мая 1990, Асунсьон) — парагвайский футболист, нападающий «Хенераль Диас».

## Биография
Хулио родился в Асунсьоне 12 мая 1990 года в футбольной семье. Его старший брат, Роке Санта Крус, в составе сборной Парагвая трижды участвовал в чемпионатах мира, известен по успешным выступлениям в «Олимпии», «Баварии», чемпионатах Англии и Испании.
В 2008 году Роке Санта Крус выступал за «Блэкберн Роверс» и этот клуб подписал контракт с его младшим братом. С 2008 по 2011 год Хулио провёл 11 игр за второй состав «Блэкберна», но так и не сыграл за основу.
В 2011 году Хулио Санта Крус вернулся на родину, где подписал контракт с «Олимпией». Дебютировал за клуб 16 июня 2012 года против «Такуари», заменив Макси Бьянкуччи на 87-й минуте, матч закончился со счётом 0:0.
В 2013 году выступал за клуб высшего дивизиона чемпионата Парагвая «Депортиво Капиата». В 2014 году перешёл в асунсьонский «Насьональ», с которым впервые в истории клуба дошёл до финала Кубка Либертадорес.

## Достижения
- Финалист Кубка Либертадорес (1): 2014